# 聖戰風雲
聖戰風雲（英語：Undeclared War）是1990年上映的香港動作電影。由林嶺東執導，李修賢、奧莉花·荷西、彼德·拉畢斯、關之琳等主演。

## 劇情
波蘭華沙的恐怖組織－解放同盟軍，為了顯示實力，策劃在美國商務代表團訪問香港時發動爆炸襲擊。美國中央情報局探員域拿與香港警察政治部李督察聯合行動，及時阻止了爆炸計劃。但恐怖份子死心不息，再次發動襲擊，攻進電視台新聞部，騎劫了工作人員...

## 主演
- 李修賢
- 關之琳
- 黃光亮
- 奧莉花·荷西
- 彼德·拉畢斯
- 維龍·威爾斯

## 外部連結
- 香港影庫上《聖戰風雲》的資料（繁體中文）
- Undeclared War （页面存档备份，存于） at Hong Kong Cinemagic
- Undeclared War Film Review （页面存档备份，存于） at Hong Kong Film Net
- 開眼電影網上《聖戰風雲》的資料（繁體中文）
- 豆瓣电影上《聖戰風雲》的資料 （简体中文）
- 互联网电影数据库（IMDb）上《聖戰風雲》的资料（英文）